# Paranoid (nummer van Black Sabbath)
Paranoid is een nummer van de Britse heavy metalband Black Sabbath van hun tweede studioalbum Paranoid uit 1970. Het is de eerste single van het album en de B-kant is het nummer "The Wizard". "Paranoid" is een van de bekendste nummers van Black Sabbath en wordt vaak beschouwd als een van de beste heavy metalnummers aller tijden. De single werd wereldwijd een hit en bereikte in thuisland het Verenigd Koninkrijk de 4e positie in de UK Singles Chart. In de Verenigde Staten de 61e positie van de Billboard Hot 100 en in Duitsland de nummer 1-positie van de Duitse Musikmarkt Top 100.
In Nederland werd de plaat veel gedraaid op o.a. Radio Veronica en Hilversum 3 en werd een enorme hit. De plaat bereikte in zowel de Nederlandse Top 40 als de Hilversum 3 Top 30 de 2e positie. In België werd eveneens de 2e positie bereikt in de Vlaamse Radio 2 Top 30. De plaat staat ook sinds de eerste editie in december 1999, steevast genoteerd in de NPO Radio 2000.

## Invloed
"Paranoid" wordt vaak geplaatst in "beste nummers aller tijden"-lijsten. Bij optredens van Ozzy Osbourne wordt het nummer vrijwel altijd gespeeld. Op het gouden jubileum van Koningin Elizabeth van Engeland, in 2002, speelden Ozzy Osbourne en Tony Iommi, samen met andere muzikanten het nummer Paranoid, terwijl leden van het koninklijk huis en hun gasten toekeken.
De allerlaatste live-uitvoering van Paranoid, met Ozzy Osbourne als zanger, was op het afscheidsconcert van Osbourne, op 5 juli 2025, als afsluiter.
| Publicatie                 | Land                | Lijst                                                                  | Jaar | Plaats |
| -------------------------- | ------------------- | ---------------------------------------------------------------------- | ---- | ------ |
| NME                        | Verenigd Koninkrijk | "All Time Top 100 Singles"                                             | 1976 | 41     |
| Spin                       | Verenigde Staten    | "100 Greatest Singles of All Time"                                     | 1989 | 81     |
| Radio Veronica             | Nederland           | "Super All-Time List"                                                  | 1989 | 16     |
| Rock and Roll Hall of Fame | Verenigde Staten    | "The Rock and Roll Hall of Fame's 500 Songs that Shaped Rock and Roll" | 1994 | *      |
| Guitarist                  | Verenigd Koninkrijk | "Top 100 Guitar Solos of All-Time"                                     | 1998 | 84     |
| Rolling Stone              | Verenigde Staten    | "500 Greatest Songs of All Time"                                       | 2004 | 250    |
| Q                          | Verenigd Koninkrijk | "1010 Songs You Must Own!"                                             | 2004 | *      |
| Q                          | Verenigd Koninkrijk | "100 Greatest Songs of All Time"                                       | 2006 | 100    |
| VH1                        | Verenigde Staten    | "40 Greatest Metal Songs"                                              | 2006 | 34     |
| VH1                        | Verenigde Staten    | "100 Greatest Hard Rock Songs"                                         | 2008 | 4      |

(*) geeft aan dat de lijst niet op volgorde is.

## Hitnoteringen

### Nederlandse Top 40
| Hitnotering: Week 44 van 1970 t/m week 1 van 1971 | Hitnotering: Week 44 van 1970 t/m week 1 van 1971 | Hitnotering: Week 44 van 1970 t/m week 1 van 1971 | Hitnotering: Week 44 van 1970 t/m week 1 van 1971 | Hitnotering: Week 44 van 1970 t/m week 1 van 1971 | Hitnotering: Week 44 van 1970 t/m week 1 van 1971 | Hitnotering: Week 44 van 1970 t/m week 1 van 1971 | Hitnotering: Week 44 van 1970 t/m week 1 van 1971 | Hitnotering: Week 44 van 1970 t/m week 1 van 1971 | Hitnotering: Week 44 van 1970 t/m week 1 van 1971 | Hitnotering: Week 44 van 1970 t/m week 1 van 1971 | Hitnotering: Week 44 van 1970 t/m week 1 van 1971 |
| Week                                              | 1                                                 | 2                                                 | 3                                                 | 4                                                 | 5                                                 | 6                                                 | 7                                                 | 8                                                 | 9                                                 | 10                                                |                                                   |
| ------------------------------------------------- | ------------------------------------------------- | ------------------------------------------------- | ------------------------------------------------- | ------------------------------------------------- | ------------------------------------------------- | ------------------------------------------------- | ------------------------------------------------- | ------------------------------------------------- | ------------------------------------------------- | ------------------------------------------------- | ------------------------------------------------- |
| Nummer                                            | 2                                                 | 2                                                 | 3                                                 | 4                                                 | 8                                                 | 9                                                 | 14                                                | 16                                                | 16                                                | 28                                                | uit                                               |

### Hilversum 3 Top 30
| Paranoid in de Hilversum 3 Top 30 - binnen: 10-10-1970 | Paranoid in de Hilversum 3 Top 30 - binnen: 10-10-1970 | Paranoid in de Hilversum 3 Top 30 - binnen: 10-10-1970 | Paranoid in de Hilversum 3 Top 30 - binnen: 10-10-1970 | Paranoid in de Hilversum 3 Top 30 - binnen: 10-10-1970 | Paranoid in de Hilversum 3 Top 30 - binnen: 10-10-1970 | Paranoid in de Hilversum 3 Top 30 - binnen: 10-10-1970 | Paranoid in de Hilversum 3 Top 30 - binnen: 10-10-1970 | Paranoid in de Hilversum 3 Top 30 - binnen: 10-10-1970 | Paranoid in de Hilversum 3 Top 30 - binnen: 10-10-1970 | Paranoid in de Hilversum 3 Top 30 - binnen: 10-10-1970 | Paranoid in de Hilversum 3 Top 30 - binnen: 10-10-1970 | Paranoid in de Hilversum 3 Top 30 - binnen: 10-10-1970 | Paranoid in de Hilversum 3 Top 30 - binnen: 10-10-1970 | Paranoid in de Hilversum 3 Top 30 - binnen: 10-10-1970 |
| Week                                                   | 1                                                      | 2                                                      | 3                                                      | 4                                                      | 5                                                      | 6                                                      | 7                                                      | 8                                                      | 9                                                      | 10                                                     | 11                                                     | 12                                                     | 13                                                     |                                                        |
| ------------------------------------------------------ | ------------------------------------------------------ | ------------------------------------------------------ | ------------------------------------------------------ | ------------------------------------------------------ | ------------------------------------------------------ | ------------------------------------------------------ | ------------------------------------------------------ | ------------------------------------------------------ | ------------------------------------------------------ | ------------------------------------------------------ | ------------------------------------------------------ | ------------------------------------------------------ | ------------------------------------------------------ | ------------------------------------------------------ |
| Nummer                                                 | 13                                                     | 7                                                      | 2                                                      | 2                                                      | 2                                                      | 2                                                      | 4                                                      | 6                                                      | 9                                                      | 12                                                     | 16                                                     | 24                                                     | 30                                                     | uit                                                    |

### NPO Radio 2 Top 2000
| Nummer met noteringen in de NPO Radio 2 Top 2000 | '99 | '00 | '01 | '02 | '03 | '04 | '05 | '06 | '07 | '08 | '09 | '10 | '11 | '12 | '13 | '14 | '15 | '16 | '17 | '18 | '19 | '20 | '21 | '22 | '23 | '24 |
| ------------------------------------------------ | --- | --- | --- | --- | --- | --- | --- | --- | --- | --- | --- | --- | --- | --- | --- | --- | --- | --- | --- | --- | --- | --- | --- | --- | --- | --- |
| Paranoid                                         | 68  | -   | 79  | 52  | 42  | 58  | 96  | 124 | 105 | 80  | 112 | 114 | 103 | 88  | 71  | 104 | 123 | 113 | 111 | 133 | 135 | 123 | 132 | 124 | 127 | 122 |

1. ↑  Een '-' betekent dat het nummer niet was genoteerd en een vetgedrukt getal geeft de hoogste notering aan.

### Evergreen Top 1000
| Evergreen Top 1000 "Paranoid - Black Sabbath" | Evergreen Top 1000 "Paranoid - Black Sabbath" | Evergreen Top 1000 "Paranoid - Black Sabbath" | Evergreen Top 1000 "Paranoid - Black Sabbath" | Evergreen Top 1000 "Paranoid - Black Sabbath" | Evergreen Top 1000 "Paranoid - Black Sabbath" | Evergreen Top 1000 "Paranoid - Black Sabbath" | Evergreen Top 1000 "Paranoid - Black Sabbath" | Evergreen Top 1000 "Paranoid - Black Sabbath" | Evergreen Top 1000 "Paranoid - Black Sabbath" | Evergreen Top 1000 "Paranoid - Black Sabbath" | Evergreen Top 1000 "Paranoid - Black Sabbath" | Evergreen Top 1000 "Paranoid - Black Sabbath" | Evergreen Top 1000 "Paranoid - Black Sabbath" | Evergreen Top 1000 "Paranoid - Black Sabbath" | Evergreen Top 1000 "Paranoid - Black Sabbath" | Evergreen Top 1000 "Paranoid - Black Sabbath" |
| Jaar                                          | 2008                                          | 2009                                          | 2010                                          | 2011                                          | 2012                                          | 2013                                          | 2014                                          | 2015                                          | 2016                                          | 2017                                          | 2018                                          | 2019                                          | 2020                                          | 2021                                          | 2022                                          | 2023                                          |
| --------------------------------------------- | --------------------------------------------- | --------------------------------------------- | --------------------------------------------- | --------------------------------------------- | --------------------------------------------- | --------------------------------------------- | --------------------------------------------- | --------------------------------------------- | --------------------------------------------- | --------------------------------------------- | --------------------------------------------- | --------------------------------------------- | --------------------------------------------- | --------------------------------------------- | --------------------------------------------- | --------------------------------------------- |
| Positie                                       | -                                             | -                                             | -                                             | -                                             | -                                             | -                                             | -                                             | -                                             | -                                             | -                                             | 427                                           | 562                                           | 352                                           | 328                                           | 335                                           | 345                                           |

## Trivia
- Professioneel darter Ryan Searle gebruikt het nummer als opkomstmuziek. [11]